# Matachia
Matachia es un género de arañas araneomorfas de la familia Desidae. Se encuentra en  Nueva Zelanda.

## Lista de especies
Según The World Spider Catalog 12.0:
- Matachia australis Forster, 1970
- Matachia livor (Urquhart, 1893)
- Matachia marplesi Forster, 1970
- Matachia ramulicola Dalmas, 1917
- Matachia similis Forster, 1970